# Maria das Graças Silva Foster

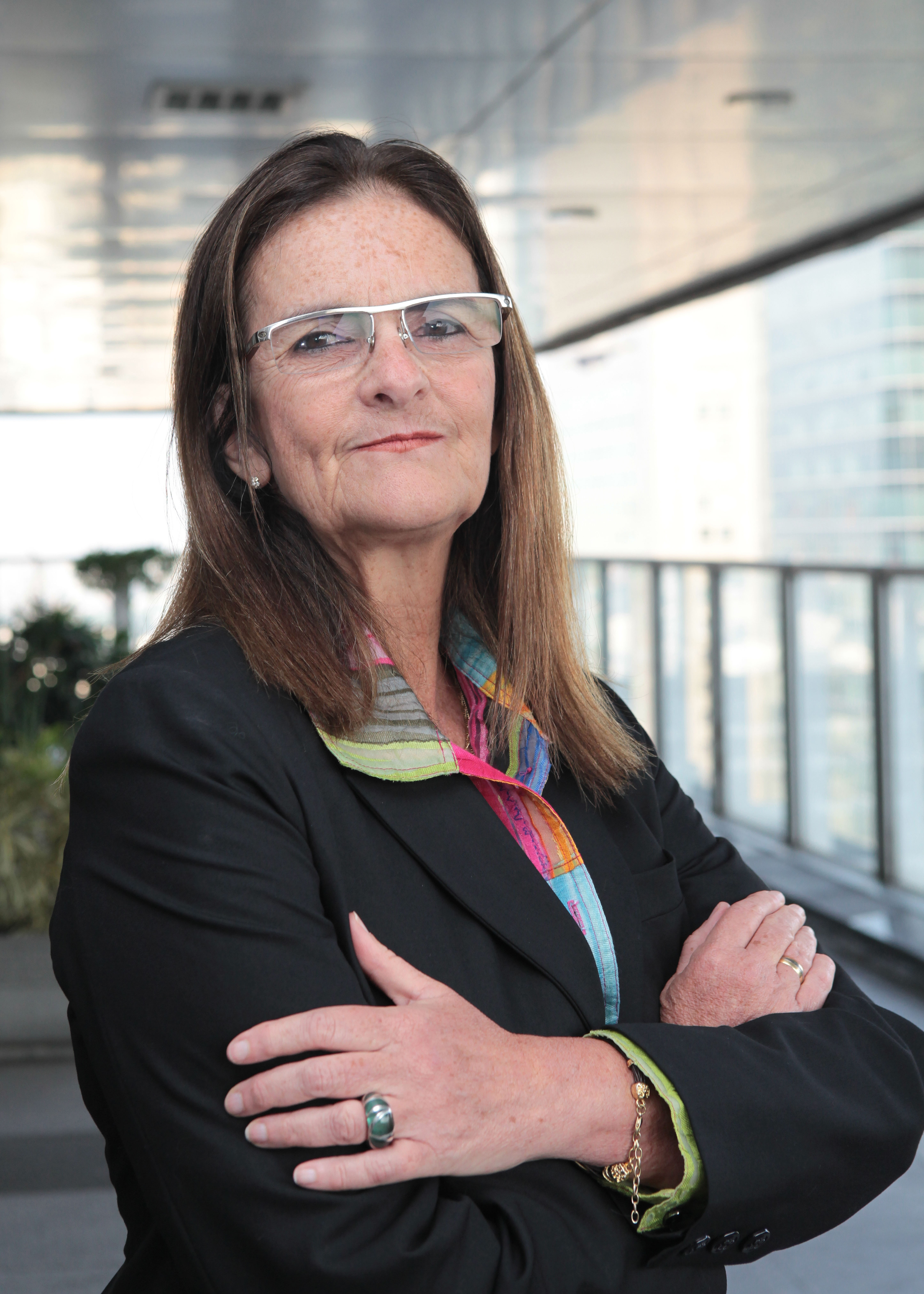

Maria das Graças Foster (nacida Silva; 26 de agosto de 1953), comúnmente conocida como Graça Foster, es una ejecutiva de negocios e ingeniera química brasileña. Fue directora ejecutiva de Petrobras-Petróleo Brasil, la compañía petrolera controlada por el estado de Brasil, que se encuentra en Río de Janeiro. Fue la primera mujer en el mundo en dirigir una importante compañía de petróleo y gas. En abril de 2012, fue incluida en la lista Time 100 de las personas más influyentes del mundo. En 2014, fue reconocida como la decimosexta mujer más poderosa del mundo por la revista Forbes. Fue clasificada por la revista Fortune en 2013 como la mujer más poderosa de los negocios (fuera de los EE. UU.) por segundo año consecutivo.

## Biografía
Maria das Graças nació en una familia pobre en Caratinga, que se mudó a Río de Janeiro cuando tenía dos años. Se fueron a vivir donde más tarde sería una de las favelas que componen el Complejo de Alemão. Tuvo una infancia difícil, hasta que pudo estudiar y un lugar como pasante en Petrobras a la edad de 24 años, el mismo año que se graduó en Ingeniería Química.
Licenciado en Ingeniería Química por la Universidad Federal Fluminense (UFF) en 1978, Máster en Ingeniería de Fluidos y posgrado en ingeniería nuclear por la Universidad Federal de Río de Janeiro (UFRJ). También asistió a un MBA en la Fundación Getulio Vargas (FGV/RJ).
Graça está casada desde 1985 con el ingeniero y empresario inglés Colin Foster, con quien tiene dos hijos, el doctor Flávia y el periodista Colin.

### Vida profesional
Foster se unió a Petrobras como pasante en 1978, utilizando su maestría en ingeniería química. Fue contratada como ingeniera química en 1981 y pasó a desempeñar funciones directivas en la Unidad de Negocios de Gas y Energía y en el Centro de Investigación y Desarrollo Leopoldo Miguez de Mello, así como en la Transportadora Brasileira do Gasoduto Bolivia-Brasil.
En 1998, Foster trabajaba para una unidad de Petrobras que implicaba la importación de gas natural de Bolivia. Durante este tiempo, conoció a Dilma Rousseff, quien en octubre de 2010 sería elegida para servir como la primera mujer presidenta de Brasil. En 1998, Rousseff era un funcionario de energía relativamente desconocido, que servía en Río Grande do Sul, en el sur de Brasil. Foster y Rousseff desarrollaron una relación profesional de por vida, basada en su apoyo mutuo al Partido de los Trabajadores de izquierda, que llegó al poder en 2002, lo que resultó en la elección de Luiz Inácio Lula da Silva como Presidente de Brasil. En este momento, Rousseff fue nombrada jefa de la junta directiva de Petrobras, sirviendo durante siete años durante la administración de da Silva.
Cuando da Silva nombró a Rousseff para servir como ministra de energía de Brasil, Rousseff nombró a Foster como una de sus principales ayudantes en la capital nacional de Brasilia. En esta capacidad, Foster funcionó como Secretario Ejecutivo del Programa del Gobierno Federal para la Movilización de la Industria del Petróleo y el Gas de Brasil (PROMINP) y Coordinador Interministerial del Programa Nacional de Producción y Uso del Biodiésel. Continuó sirviendo en estos roles durante dos años, después de lo cual regresó a Petrobras. Como colegas, Foster y Rousseff continuaron investigando, estableciendo redes con individuos y organizaciones, y cultivando asociaciones internacionales en un esfuerzo por desarrollar oportunidades de inversión extranjera para aumentar y mejorar la rentabilidad de la industria petrolera de Brasil y Petrobras, como la compañía petrolera controlada por el estado del país.
En enero de 2003, Foster fue nombrado Secretario de Petróleo, Gas Natural y Combustibles Renovables en el Ministerio de Minas y Energía de Brasil. Durante este tiempo, también comenzó a servir como Presidenta de Petrobras Química SA (Petroquisa), un cargo que acompañó su nombramiento como Directora de Relaciones con Inversores. Al mismo tiempo se desempeñó como Gerente Ejecutiva de Petroquímicos y Fertilizantes, que estaba afiliada a la Gestión Downstream de Petrobras. En mayo de 2006, Foster comenzó a servir como Presidente de Petrobras Distribuidora SA, con responsabilidades como Director Financiero de la compañía. En septiembre de 2007, fue nombrada miembro y oficial de la Junta Ejecutiva y Gas and Energy. En 2010, se convirtió en la primera mujer en desempeñar un cargo de gestión en la empresa, cuando fue elegida para el consejo ejecutivo de gas y energía.
El 9 de febrero de 2012, Foster fue elegida para servir como miembro de la Junta Directiva de Petrobras y después de una nominación de la presidenta brasileña Dilma Rousseff, fue elegida para asumir el timón de la empresa como directora ejecutiva, reemplazando a José Sérgio Gabrielli, que había servido como jefe de la empresa durante siete años.También fue nombrada miembro del Consejo Ejecutivo y miembro del Consejo de Administración de Petróleo Brasileiro SA Petrobras.
Fue elegida en 2013 por Forbes, la 18a mujer más poderosa del planeta.
En octubre de 2013, fue clasificada por la revista Fortune como la mujer más poderosa del mundo fuera de los Estados Unidos. La revista hizo dos clasificaciones, una con ejecutivos estadounidenses y la otra con ejecutivos internacionales. La clasificación tuvo en cuenta cuatro criterios: la importancia y el tamaño del negocio dirigido por ejecutivos en la economía global, el éxito y la conducta del negocio, la trayectoria profesional del ejecutivo y su influencia social y cultural.
En febrero de 2014, Maria das Graças ocupó el cuarto lugar en la lista de la revista Fortune de las cincuenta mujeres de negocios más poderosas del mundo. Se utilizaron los mismos criterios utilizados en las clasificaciones realizadas anteriormente: el tamaño y la importancia del negocio que dirigen, la salud financiera, la gestión y el historial profesional. En esta edición de 2014, los editores priorizaron la naturaleza internacional de la operación dirigida por Maria da Graça y su posición en la comunidad empresarial global.
La brasileña fue la primera no estadounidense en la lista, detrás de Mary Barra, presidenta de General Motors y primer lugar, Ginni Rommety, de IBM, segunda en la lista, e Indra Nooiy, de PepsiCo, en tercer lugar.

## Premios
En abril de 2007, Foster fue honrado por la Orden de Río Branco con el rango de mérito de Comandante, presentado por el Ministerio de Relaciones Exteriores de Brasil. Al año siguiente, fue nombrada Ejecutiva del Año por el Instituto de Ejecutivos Financieros Brasileños. En 2009, recibió la Medalla Tiradentes, presentada por la Asamblea Legislativa del Estado de Río de Janeiro. En 2011, fue nombrada Caballero Comandante de la Orden del Mérito del Almirantazgo, y en 2012, recibió la Medalla Inconfidência, la más alta condecoración conferida por el Gobierno del Estado de Minas Gerais, en reconocimiento a sus destacadas contribuciones al desarrollo social, cultural y económico de Minas Gerais y Brasil.

## Membresías
- BR Distribuidora – Presidente del Consejo de Administración[12]
- IBP (Instituto Brasileño de Petróleo, Gas Natural y Biocombustibles) - Presidente del Consejo de Administración
- Petrobras Transporte SA (TRANSPETRO) – Presidente del Consejo de Administración
- Petrobras Gás SA (GASPETRO) – Presidente del Consejo de Administración
- Companhia Brasileira de Petroleo Ipiranga – Vicepresidente del Consejo de Administración
- Petrobras Biocombustível SA (PBIO) - Miembro del Consejo de Administración
- Braskem SA - Exmiembro de la Junta y miembro del Comité de Compensación[13]